# Jordbävningen i Assam 1897
Jordbävningen i Assam 1897 var en jordbävning med Mw 8,3 som inträffade den 12 juni 1897, och berörde framför allt de nordöstra delarna av Indien i delstaten Assam. Drygt 1500 människor beräknas ha omkommit vid jordskalvet och skadorna på byggnader och infrastruktur var omfattande. Förstörelsen sträckte sig ända till Calcutta och skalven kändes av i hela Indien, ända bort till Ahmedabad och Peshawar. Seicher iakttogs även i Myanmar.

## Beskrivning
Jordbävningen inträffade vid norra hörnet av Shilliong-platån som är en del av den indiska plattan, dvs. den del av den indoaustraliska kontinentalplattan som omfattar den indiska subkontinenten och en del av den omgivande Indiska oceanen.
Kontinentalplattan försköts mer än 11 meter och enligt vissa beräkningar ända upp till 16 meter, vilket i så fall skulle vara en av de största förskjutningar som uppmätts. Förkastningen skedde inom ett 180 kilometer långt område och på ett djup av  9–45 kilometer under havsytan, vilket betydde av hela jordskorpan berördes av förskjutningen. Vid epicentrumet uppskattades den vertikala accelerationen till 1 g och ythastigheten till 3 m/s.

## Skadeverkningar
Jordbävningen raserade byggnader i ett område som var mer än 400,000 km2 stort, dvs. ett område nästan lika stort som Sverige. Skalvet kändes över ett område på drygt 650,000 km2 , från Myanmar i öster till Delhi i väster och var därmed mer omfattande än Jordbävningen i Lissabon 1755. Så pass långt norrut som i Bhutan drabbades bebyggelse av stor förstörelse. Dussintals efterskalv rapporterades, där det sista rapporterade från Calcutta den 9 oktober 1897 01:40 UT.
I Shillong raserade skalvet alla stenhus och ungefär hälften av trähusen. I Cherrapunjee ledde skalvet till ett jordskred som skördade 600 människoliv.
I Goalpara orsakade skalvet en tidvattenvåg hos Brahmaputra som sköjde in över staden och förstörde torget.
I Nalbari rapporterades både flodvågor och vågor i jordskorpan.
I Guwahati varade skalvet i tre minuter och Brahmaputra steg två och en halv meter. 

## Mera läsning
- Gahalaut, V. K.; Chander, R. (1992). ”A Rupture Model for the Great Earthquake of 1897, Northeast India”. Tectonophysics 204 (1–2):  sid. 163–174. doi:10.1016/0040-1951(92)90277-D.
- Lee, W. H. K.; Meyers, M.; Shimazaki, N. (1988). Historical Seismograms and Earthquakes of the World. Academic Press, San Diego. ISBN 0-12-440870-2
- Oldham, Richard D. (1899). Report on the great earthquake of 1897. Geological Survey of India, Calcutta